# Romulus Cioflec
Romulus Cioflec (n. 1 aprilie 1882, Araci, Covasna, România – d. 13 noiembrie 1955, București, România) a fost un jurnalist și scriitor român.

## Biografie
S-a născut în Araci, județul Trei Scaune, azi județul Covasna. Părinții săi au fost Maria și Constantin Cioflec. După absolvirea școlii natale din satul natal (1889) a urmat școala normală din Câmpulung-Muscel (1893-1900). Și-a început activitatea ca învățător în comuna Chiojdeanca, județul Prahova. În anul 1908 era student al Facultății de litere și filosofie a Universității din București. În anul 1914 a devenit licențiat în litere și filozofie și în același an a fost profesor la Pomârla, Botoșani. Vasile Goldiș, director al ziarului Românul din Arad l-a invitat în anul 1911 la Arad, unde l-a numit prim redactor al acestui ziar. În vremea când s-a aflat la Chișinău (1918) a fost redactor al cotidianului Sfatul Țării.
A fost profesor la liceele „B.P. Hasdeu” și „Mihai Eminescu” din Chișinău (din 1918-1924), „Constantin Diaconovici Loga” din Timișoara (1924) și „Gheorghe Lazăr” din București (în 1936). Ca jurnalist a scris la Viața Românească în Iași, ziarul Românul din Arad și a colaborat cu publicațiile Neamul românesc literar, Gazeta de Transilvania, Luceafărul, Tribuna, Minerva literară, Universul literar, Flacăra, Sburătorul, Adevărul literar și artistic, Facla, etc. A debutat în Gazeta de Transilvania (1904) cu schița „Călin”, apoi în anul 1905 a publicat în Sămănătorul schița „Un gând”.

## Familia
A fost căsătorit cu Antonia, fiica lui Emanuil Gavriliță.

## Opera
- Vârtejul - roman (menționat de Academia Română cu premiul Heliade Rădulescu, în 1938)
- Boierul - roman, 1957, reeditat în 1988
- Românii din Secuime, nuvele, 1942
- Pe urmele destinului - roman, 1942
- Cutreierând Spania - impresii de călătorie, 1927
- Sub soarele polar - impresii de călătorie, 1929
- Pe urmele Basarabiei - note și impresii din revoluția rusească, 1927
- Trei aldămașe - proză scurtă, 1970
- Jertfa pentru Lumina - roman (incomplet) publicat postum
- Moarte cu bocluc - dramă / comedie
- Cupa domeniilor - dramă / comedie
- Răspântia - dramă / comedie
- Răfuiala - dramă / comedie